# Prosphaeroidinella
Prosphaeroidinella es un género de foraminífero planctónico de la subfamilia Globigerininae, de la familia Globigerinidae, de la superfamilia Globigerinoidea, del suborden Globigerinina y del orden Globigerinida. Su especie tipo es Sphaeroidinella disjuncta. Su rango cronoestratigráfico abarca desde el Burdigaliense superior (Mioceno superior) hasta el Tortoniense (Mioceno medio).

## Descripción
Prosphaeroidinella incluía especies con conchas trocoespiraladas, globigeriniformes, de trocospira baja; sus cámaras eran globulares fuertemente abrazadores, creciendo en tamaño de manera rápida; sus suturas intercamerales eran profundamente incididas; su contorno ecuatorial era subcuadrado y ligeramente lobulado; su periferia era ampliamente redondeada; su ombligo era profundo; su abertura principal era interiomarginal, umbilical (intraumbilical), con forma de arco bajo amplio; presentaban pared calcítica hialina, fuertemente perforada con poros cilíndricos, y superficie reticulada; en el estadio adulto, presentaba cierta precipitación de calcita secundaria sobre la pared, alisando la superficie hasta dejarla irregular (no llegaba a formar una corteza calcítica como en Sphaeroidinella).

## Discusión
Clasificaciones posteriores han incluido Prosphaeroidinella en la familia Sphaeroidinellidae. Prosphaeroidinella se considera un sinónimo subjetivo posterior de Sphaeroidinellopsis.

## Paleoecología
Prosphaeroidinella incluye especies con un modo de vida planctónico, de distribución latitudinal tropical a templada, y habitantes pelágicos de aguas intermedias (medio mesopelágico superior).

## Clasificación
Prosphaeroidinella incluye a la siguiente especie:
- Prosphaeroidinella disjuncta †

Otras especies consideradas en Prosphaeroidinella son:
- Prosphaeroidinella challengerae †
- Prosphaeroidinella parkerae †
- Prosphaeroidinella valleriae †